# Toxosiphon carinatus
Toxosiphon carinatus är en vinruteväxtart som först beskrevs av Elbert Luther Little, och fick sitt nu gällande namn av J.A. Kallunki. Toxosiphon carinatus ingår i släktet Toxosiphon och familjen vinruteväxter. Inga underarter finns listade i Catalogue of Life.